# 佐藤オリエ
佐藤 オリエ（さとう おりえ、1943年〈昭和18年〉3月25日 - ）は、日本の女優。本名も同じ（オリヱは誤り）。
父は彫刻家の佐藤忠良。
東京都世田谷区出身。鷗友学園女子高等学校卒業。

## 来歴・人物
父に連れられ、幼い頃から舞台や映画に親しむ。
高校卒業後、 劇団俳優座養成所に13期生として入所、1964年に座員となり1965年に初舞台。
大ヒットとなった『若者たち』にて、長女・佐藤オリエ役を演じ、庶民的ながらも知的なイメージで人気を集める。
その役柄が好評だったため、テレビドラマ版『男はつらいよ』及び劇場版『続・男はつらいよ』ではマドンナ・坪内夏子役を演じ、共演の渥美清らからも評価を受ける。
1976年に劇団を退団。
『想い出にかわるまで』や『愛という名のもとに』では主人公の母親役を演じた。
穂積隆信とは家族ぐるみの交流があった。

## 主な出演作

### 映画
- 非行少女（1963年）
- 紺の制服（1965年）
- 若者たち（1967年）
- 祇園祭（1968年）
- 若者はゆく-続若者たち-（1969年）
- 続・男はつらいよ（1969年）
- 若者の旗（1970年）
- 塩狩峠（1973年）
- 春男の翔んだ空（1977年）
- 野性の証明（1978年）

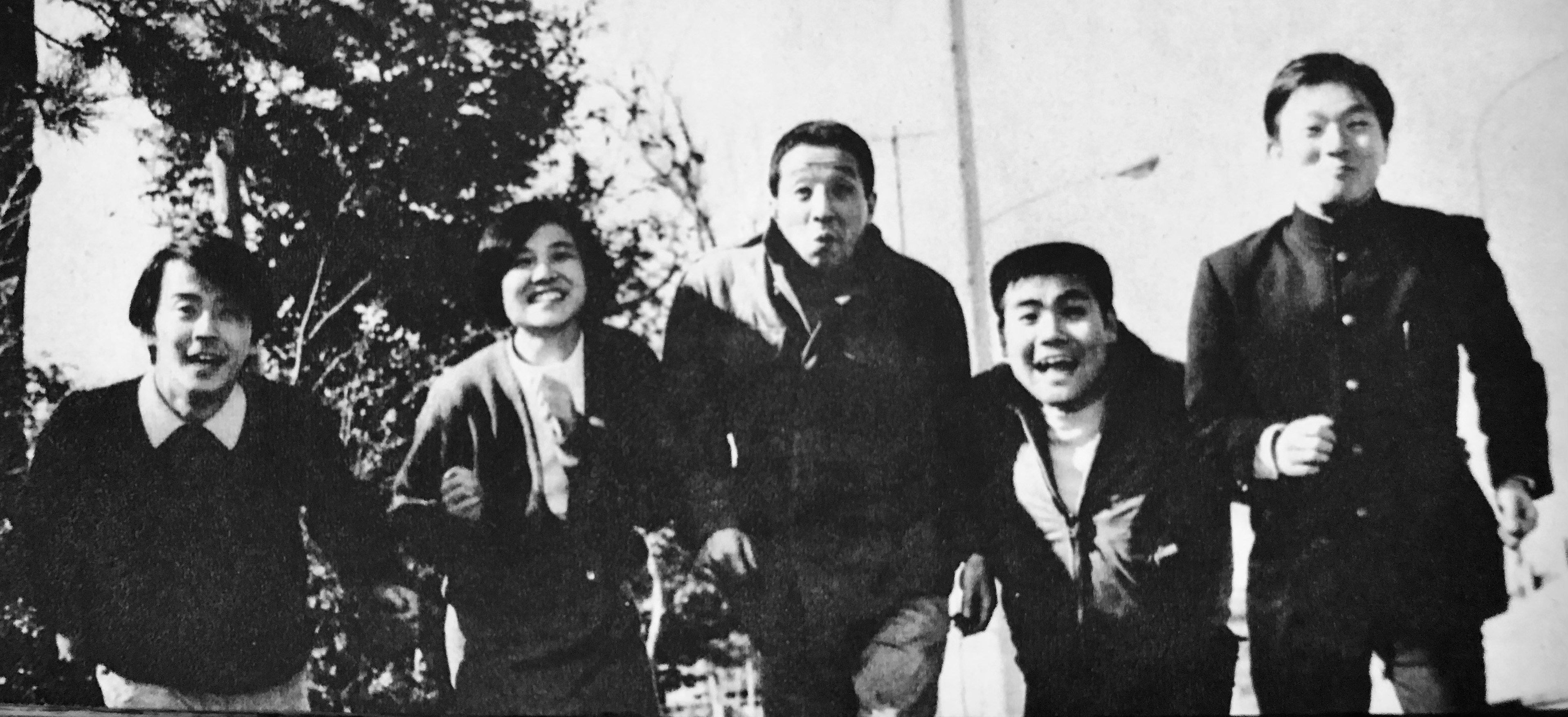
『若者たち』（1967年製作、1968年公開）

- 日本フィルハーモニー物語 炎の第五楽章（1981年）
- ハイティーン・ブギ（1982年）
- ユーパロ谷のドンベーズ（1985年）
- 人間の約束（1986年）
- 十六歳のマリンブルー（1990年）
- バタアシ金魚（1990年）
- 白い手（1990年）

### テレビドラマ
- わたしはもう歌わない（1963年）
- 希望（1964年）
- あの人は帰ってこなかった 第一部「屋根」（1965年）
- 終末の刻（1966年）
- 若者たち（1966年、フジテレビ） - オリエ 役
- いつか、ある日（1966年）
- 泣いてたまるか（1967年、TBS）
- 男はつらいよ（1968年、フジテレビ） - 坪内冬子 役
- ポーラテレビ小説（TBS）
  - 「安ベエの海」（1969年 - 1970年） - 田辺敏子 役
  - 「発車オーライ」（1981年） - 村川キヨ 役
- 華々しき一族（1970年、NHK総合）
- おれの義姉さん（1970年、フジテレビ） - 真帆 役
- 花王 愛の劇場（TBS）
  - 智恵子抄（1970年） - 高村智恵子
  - 母の鈴（1974年）
  - 浮雲（1976年）
- オパールとサファイヤ（1971年）
- 荒野の素浪人 第42話（1973年）
- おこれ!男だ（1973年 - 1974年、日本テレビ）
- あやとり（1974年、日本テレビ）
- 母の鈴（1974年）
- ナショナルゴールデン劇場 七色とんがらし 第3話「塩をまけ!」（1976年、NET / 東映） - みどり 役
- 大江戸捜査網 第246話「必殺! 捨身の勝負」（1976年、12ch / 三船プロ） - おしの 役
- 遠山の金さん 第35話「紋十郎 惚れて候」（1976年、NET）-小鈴
- 隠し目付参上 第4話「念には念を入れすぎたか」（1976年、毎日放送）
- 夫婦旅日記 さらば浪人 第13話「暮六ツの鐘が鳴る」（1976年、フジテレビ）
- 八丁目のダメ親父!カンナ・トンカチ・キリキリ舞い（1976年、日本テレビ） - 美奈子 役
- 河原町東入ル（1976年 - 1977年、関西テレビ） - 品子役
- 太陽にほえろ! 第224話「保証人」（1976年、日本テレビ） - 大竹ミホ 役
- 新・座頭市 第27話（1977年、フジテレビ）
- 大都会 PARTII（1977年、日本テレビ） - 久松みどり 役
- 水戸黄門 第8部 第14話「飛龍の火祭り・新宮」（1977年10月17日、TBS） - おせん 役
- 銀河テレビ小説（NHK総合）
  - となりと私（1977年）- 和子 役
  - 半分正しい（1982年）- 妙子 役
  - 主夫物語（1986年） - 正子 役
- 伝七捕物帳 第142話「人情妻恋花火」（1977年、日本テレビ） - おしん
- 新・座頭市（第2シリーズ）第15話（1978年、フジテレビ）
- 土曜ワイド劇場 / 田舎刑事2・旅路の果て（1978年、テレビ朝日）
- わが兄はホトトギス （1978年、南海放送開局25周年記念ドラマ） - 第33回文化庁芸術祭優秀賞受賞作品
- 誰かさんと誰かさん（1978年）
- 坂部ぎんさんを探して下さい（1978年10月5日、読売テレビ） - おりよ・坂部ぎん 役（二役）
- 七人の刑事 第46話「幸福」（1979年、TBS）
- そば屋梅吉捕物帳 第7話「情無用の帰り船」（1979年、12ch / 国際放映） - 彩 役
- 西遊記II 第4話「落ちこぼれの恐怖! 分数妖怪」（1979年、日本テレビ）
- 江戸の激斗 第19話「囮・危険な取引き」（1979年、フジテレビ） - お栄 役
- ナッキーはつむじ風（1978 - 1980年、TBS） ‐ 富永小百合
- 87分署シリーズ・裸の街（1980年、フジテレビ）
- 特捜最前線（テレビ朝日）
  - 第146話「殉職I・津上刑事よ永遠に！」（1980年1月23日）
  - 第147話「殉職II・帰らざる笑顔！」（1980年1月30日）
- われら行動派! 第17話「とけて流れて兄弟仁義」（1980年、フジテレビ）
- 1年B組新八先生（1980年、TBS） - 平野玲子先生（数学）役
- 新・江戸の旋風 第18話「情けと涙・日暮晋作大奮斗!!」（1980年、フジテレビ / 東宝） - お安 役
- 3年B組金八先生第2シリーズ第2話（1980年、TBS） - 平野玲子先生（数学）役
- うちの嫁さんあっちむいてプイ!（1981年、フジテレビ）
- 2年B組仙八先生（1981年-1982年、TBS） - 平野玲子先生（数学）役
- カムバック・ガール（1982年、毎日放送） - 小川スミレ 役
- 新・事件 ドクター・ストップ（1982年、NHK）
- ながらえば（1982年11月3日、NHK総合） - 岡崎美代子 役
- 火曜サスペンス劇場（日本テレビ）
  - 「遺書を送った女」（1983年5月31日、ヴァンフィル） - 高沢啓輔の妻 役
  - 「帰郷〜妻が消えた」（1984年10月23日） - 妻 役
- 別れていい友（1983年、フジテレビ）
- 月曜ドラマランド「胸さわぎの放課後2」（1983年、フジテレビ）
- 羽田浦地図（1984年）
- 幸福戦争（1984年）
- 男の家庭科（1985年）
- 法医学教室の長い一日（1986年11月7日、日本テレビ）
- 雪の朝に（1987年） - 坂本安子 役
- チョッちゃん（1987年、NHK総合）- 野々村富子 役
- 白い子守唄（1988年）
- 神の汚れた手（1988年）
- 消えた箱舟（1988年）
- 島田太郎氏の災難（1989年）
- 想い出にかわるまで（1990年、TBS）
- ラストダンス（1990年、東海テレビ）
- 愛という名のもとに（1992年、フジテレビ）

### ラジオドラマ
- アドルフに告ぐ（1993年、TBSラジオ） - 語り 役

### 舞台
- 日本の幽霊（1965年）
- エンジェルス・イン・アメリカ
- マクベス
- 三人姉妹
- 幻に心もそぞろ狂おしのわれら将門 - 桔梗の前役
- バッカイ
- ゴースト/ニューヨークの幻
- 瀕死の王（2008年、あうるすぽっと）
- おそるべき親たち（2010年、tpt）
- Noises Off　-ノイゼス　オフ-（2011年、あうるすぽっと）
- かもめ（2016年） - アルカージナ 役[2]